# بذريات
البذريات أو ذوات البذور (الاسم العلمي: Spermatopsida) هو طائفة نباتي يتبع شعبة حقيقيات الأوراق من قسم النباتات الوعائية. النباتات البذرية هي أرقى النباتات وأكثرها وجوداً على ظهر الأرض، يعتقد بأنها نشأت وتطورت من نباتات تيريدية تكون نوعين من الجراثيم heterosporous تشابه سيللاجينيللا أو من السرخسيات البذرية المنقرضة، واعتمد التطور على اختزال الطور الجاميطي وتكونه داخل جسم النبات الجرثومي.
النباتات الحاملة للبذور تقسم تقليديا إلى مغلفات البذور (أو النباتات المزهرة)، وعاريات البذور التي تتضمن الجنتويات، السيكاديات (باللاتينية: Cycadophyta)، الجنكويات (باللاتينية: Ginkgo)، وأخيرا المخروطيات.
يعتقد حاليا أن كاسيات البذور قد تطورت من أسلاف عاريات البذور، مما يجعل من تصنيف عاريات البذور شبه عرقي.
المجموعة الحديثة كلاديستيات الغرض منها أن تكون بديلا من خلال تحديد تصنيف يكون أحادي العرق، قابل للتعقب إلى سلف مشترك وحصري، بحيث يكون جميع الخلف من ذلك السلف المشترك.
بالرغم من أن عاريات البذور ليست تصنيف أحادي الشعبة، فإنها ما زالت تستخدم بكثرة لتمييز التصنيفات الأربع للنباتات اللامزهرة، الحاملة للبذور عن كاسيات البذور.
تعتبر النباتات البذرية من أكثر النباتات انتشاراً على سطح الأرض وذلك لما وهبها الخالق سبحانه وتعالى من وسائل تمكنها من المعيشة في جميع البيئات، مثل وجود البذور التي تستطيع الاحتفاظ بحيويتها لفترة من الزمن حيث تقاوم الجفاف ودرجات الحرارة المرتفعة.

## تصنيف البذريات
التصنيف التقليدي يقوم على تقسيم النباتات البذرية كما يلي:
- شعيبة البذريات
  - تصنيف عاريات البذور
    - صنف السيكاسانيات.
    - صنف جنكوانيات.
    - صنف صنوبرانيات.
    - صنف جنتوانيات.

  - تصنيف كاسيات البذور أو النباتات المزهرة أو مغلفات البذور

التصنيف الأكثر حداثة يقسم هذه التصنيفات إلى طوائف ضمن صف البذريات Spermatophyta:
- Cycadophyta، السيكاديات.
- Ginkgophyta، الجنكويات.
- بينويات Pinophyta، مخروطيات conifer.
- جنتويات، Gnetophytaجنتوم، ويلفيتشا، ايفيدرا.
- ماغنوليات، النباتات المزهرة.

## طوائف البذريات
- عاريات البذور.
- كاسيات البذور.

### عاريات البذور
- تنتشر انتشاراً واسعاً حيث تنمو في المناطق المعتدلة والاستوائية والباردة.
- تحتوي على مخاريط تحمل البذور بدلاً من الأزهار وتكون هذه البذور عارية فوق أسطح كرابل (حراشف) المخاريط ولهذا سميت عاريات البذور.

### كاسيات البذور (النباتات الزهرية)
- تتميز هذه الطائفة بوجود عضو تكاثر جنسي هو الزهرة.
- تنتشر هذه النباتات في جميع البيئات على سطح الأرض.
- تتكون البذور داخل كرابل مبايض الأزهار المؤنثة ولذلك تسمى كاسيات ( مغطاة ) البذور.

## رتب
- قبئيات